# Lamplughsaura
Lamplughsaura dharmaramensis
Genre
Espèce
Lamplughsaura est un genre fossile de dinosaures Sauropodiformes de la formation de Dharmaram (en) de l'âge du Sinémurien (Jurassique inférieur) en Inde, datant d'il y a entre 196 et 190 Ma (million d'années). Le type et la seule espèce est Lamplughsaura dharmaramensis.

## Description et classification
Il est connu de plusieurs squelettes partiels d'un grand animal quadrupède jusqu'à 10 mètres de long, et était soit un Sauropoda basal (retenu par PBDB), soit, moins probablement, un Sauropodomorpha basal.
Il a été nommé d'après Pamela Lamplugh, fondatrice de l'Indian Statistical Institute.